# Displasia campomélica
La displasia campomélica (nombre que deriva de  raíces griegas campo (o campto ), que significa doblado, y melia , que significa miembro) es una grave enfermedad hereditaria muy rara que se debe a una mutación en el gen Sox9 localizado en el cromosoma 17 humano. Los síntomas principales son alteraciones en la forma y tamaño de los huesos, tórax estrecho y genitales ambiguos. Es frecuente que provoque la muerte en las primeras semanas de vida debido a insuficiencia respiratoria.

## Causas
Se debe a una mutación en el gen Sox9 que está situado en el cromosoma 17 humano. Los genes codifican proteínas que en muchas ocasiones realizan una función crucial en el desarrollo del organismo, las mutaciones en un determinado gen impiden la correcta síntesis de la proteína correspondiente que o bien está ausente o no es funcional.
La proteína codificada por el gen Sox9 tiene varias funciones, una de ellas es la maduración de las células denominadas condrocitos, facilitando que estas células puedan producir el colágeno tipo II, esencial para la correcta formación de los huesos, por otra parte desempeña una función en el proceso de diferenciación del sexo. Por este motivo los pacientes afectos de displasia campomélica presentan síntomas derivados de deformidades en el esqueleto y también alteración en el aparato genital que es de apariencia ambigua o no corresponden al sexo cromosómico del sujeto.
Se hereda la mayor parte de las veces según un patrón autosómico recesivo, en este caso es preciso que el padre y la madre presenten el gen anómalo para que los hijos sufran la enfermedad, presentando estos una probabilidad de resultar afectados del 25%. En algunas ocasiones el patrón de herencia es autosómico dominante, en este caso uno de los progenitores presenta síntomas del mal y la probabilidad de que lo transmite a cada uno de sus descendientes es del 50%. En ocasiones la enfermedad se produce por una mutación nueva y no existen por tanto anomalías en el gen SOX9 de ninguno de los padres.

## Síntomas
En el periodo que sigue al nacimiento el problema principal es la dificultad respiratoria debida a las alteraciones en la forma y función del tórax, es habitual la existencia de periodos de interrupción temporal de la respiración (apnea), infecciones respiratorias e insuficiencia respiratoria, causa frecuente de muerte en las primeras semanas de vida.
Las malformaciones que afectan al esqueleto se manifiestan en forma de retraso del crecimiento con una talla final baja, anomalías en la columna vertebral con escoliosis o cifosis, dentición irregular, extremidades cortas y curvadas, alteraciones morfológicas en la articulación de la cadera que dificultan la marcha, subluxaciones en la articulación entre el fémur y la pelvis (articulación coxofemoral) y en la articulación entre el húmero y el radio en la región del codo. Otras manifestaciones son anomalías en la forma del cráneo y cara, incluyendo cabeza grande macrocefalia, ojos más separados de lo normal (hipertelorismo), orejas de implantación baja y maxilar inferior proporcionalmente pequeño (micrognatia). La ambigüedad sexual o genitales externos femeninos es posible en individuos con cariotipo masculino.

## Pronóstico
En más del 95% de los casos se produce la muerte en las primeras semanas de vida, debido sobre todo a dificultad respiratoria. Aquellos que alcanzan la vida adulta ven disminuida su calidad de vida principalmente por las alteraciones en el esqueleto, sobre todo las anomalías en la columna vertebral como escoliosis y cifosis pronunciada. En ocasiones existen problemas neurológicos asociados, incluyendo retraso mental. Las expectativas de vida de los pacientes que superan la primera infancia son más cortas que la media debido a la frecuencia de insuficiencia respiratoria. Por otra parte la fertilidad de los individuos con genitales ambiguos está disminuido y en ocasiones son estériles.